# ديف هايوود
ديف هايوود (بالإنجليزية: Dave Haywood)‏ هو مغن مؤلف وعازف بيانو أمريكي، ولد في 5 يوليو 1982 في أوغستا في الولايات المتحدة.

## وصلات خارجية
- ديف هايوود على موقع IMDb (الإنجليزية)
- ديف هايوود على موقع ديسكوغز (الإنجليزية)
- ديف هايوود على موقع قاعدة بيانات الفيلم (الإنجليزية)